# 弗里德里希·阿道夫·威廉·第斯多惠

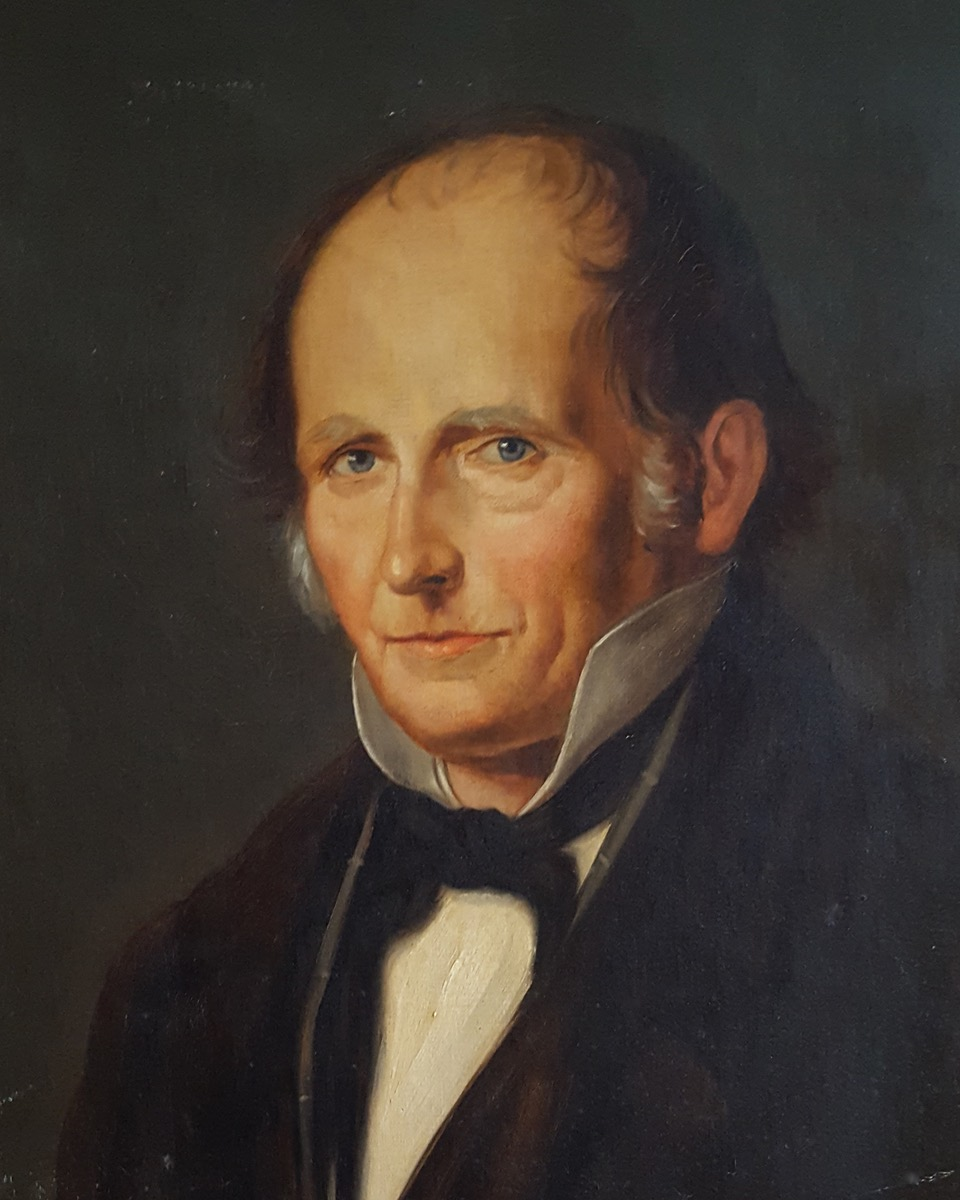
Adolph Diesterweg

弗里德里希·阿道夫·威廉·第斯多惠 (Friedrich Adolph Wilhelm Diesterweg，1790年10月29日—1866年7月7日) 是一位德国教育家、思想家，也是一位进步主义的自由派政治家，为学校世俗化努力，被认为是教学改革的先驱。

## 生平
1790年10月29日，出生于锡根。1808年至1811年就读于赫伯恩大学和蒂宾根大学，在1811年开始了教师生涯。他在曼海姆和沃尔姆斯担任了两年家庭教师，然后任教于法兰克福模范学校。后来，他成为埃尔伯费尔德拉丁学校校长。1820年，他被任命为新成立的默尔斯师范学校校长，在那里实践裴斯泰洛齐提出的方法。1832年，他改任柏林师范学校校长，在这里，他证明了自己是无宗派的宗教教育的坚定支持者。1846年，他在潘科成立了裴斯泰洛齐协会，资助教师留下的寡妇和孤儿。1847年从师范学校辞职。1850年，他收到了政府发放的退休金。此后，他继续大力提倡他的教育思想，但仅仅通过期刊的媒介。1858年，他当选为柏林市的众议院议员，支持自由派。1866年7月7日在柏林去世。

## 哲学
第斯多惠认为批判性和责任对于教学非常重要，并试图改革社会，经济和道德教育，出版了有影响的Pädagogisch Wollen und Sollen。对于天主教/新教冲突，他认为有几个不同的选择，而非简单的“权力或自由，天主教或新教”。

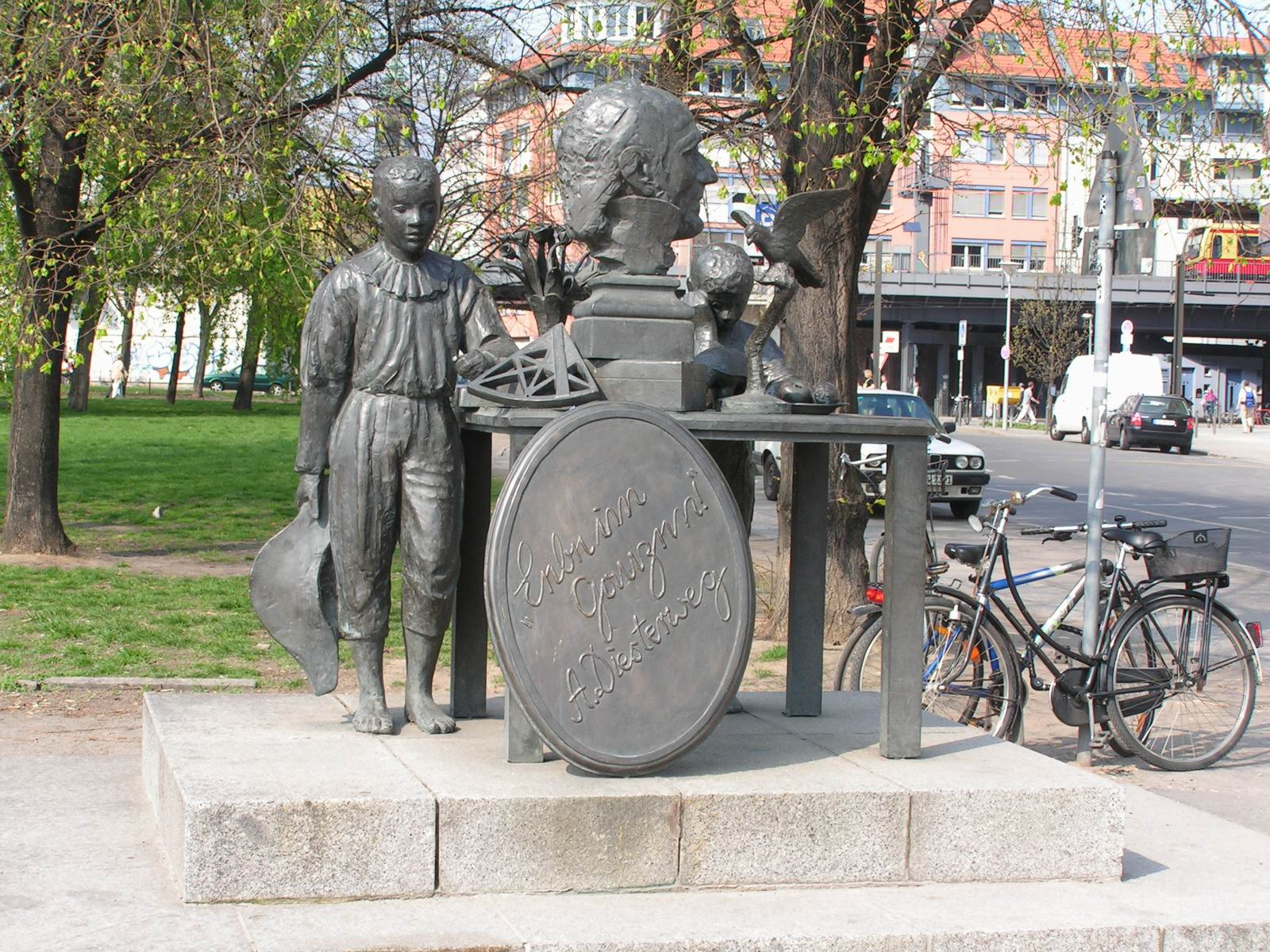
第斯多惠雕像

第斯多惠努力改革教育，试图消除政治和宗教对教学本身的影响，而是涉及更多的社会因素。他相信教育的价值：“首先是教育人，然后才是关心职业训练，因为无产阶级和农民都应该进行教育，使其成为人”，他还认为，通过教育可帮助扶贫。他希望实现教师的专业化，寻求学校的相对自主；他还通过他的报纸Rheinisch Blätter影响当时的教师。

## 作品
第斯多惠是一个教育方面的多产作家，而且是许多学校教材的作者。 他撰写了50本书籍，发表论文约400篇；还说了“通过做学会做”的名言。